# Oligoplites refulgens
Oligoplites refulgens är en fiskart som beskrevs av Gilbert och Starks, 1904. Oligoplites refulgens ingår i släktet Oligoplites och familjen taggmakrillfiskar. IUCN kategoriserar arten globalt som livskraftig. Inga underarter finns listade i Catalogue of Life.